# 波札那護照
波札那護照是波札那簽發給其公民用於國外旅行的證件。
2010年3月8日，波札那移民與公民事務部開始向公眾簽發生物特徵護照。所有非生物特徵護照在2011年12月31日後失效。

## 簽證要求
根据2025年1月8日发布的亨利护照指数，博茨瓦纳护照可免签证、落地签证或电子签证入境88个国家和地区，位居世界第57。

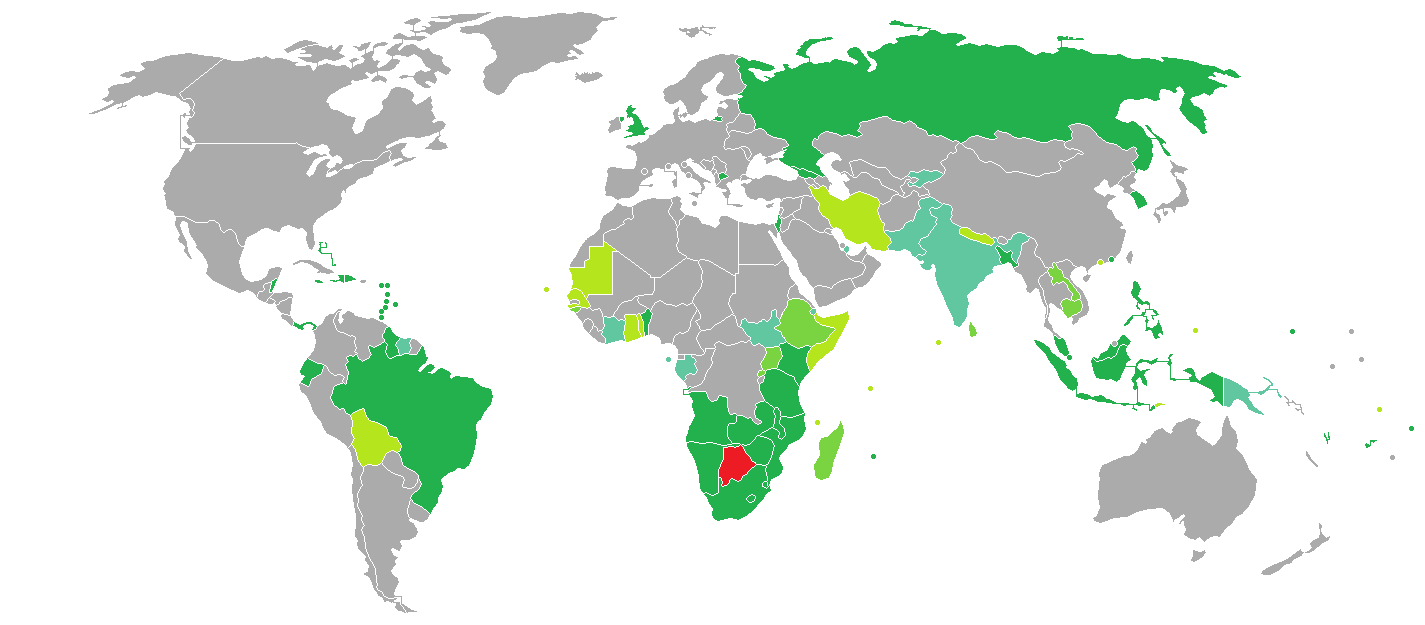
波札那公民簽證要求

## 外部連結
- 波札那勞動和內政部官方網站上的護照申請信息 （页面存档备份，存于）（英文）